# Accademia di scienze, lettere e belle arti degli Zelanti e dei Dafnici
L'Accademia di scienze, lettere e belle arti degli Zelanti e dei Dafnici è un'antica accademia italiana, la più antica di Sicilia, con sede ad Acireale, fondata nel 1671. La Biblioteca e pinacoteca Zelantea prende il nome da essa. Le opere dei soci sono annualmente raccolte e pubblicate nei volumi Memorie e Rendiconti.

## L'Accademia
Sino al 1834 esistevano ad Acireale ben tre accademie distinte, dedite allo studio ed alla divulgazione della cultura:
- l'"Accademia dei Zelanti", fondata il 3 ottobre del 1671 dal sacerdote Giuseppe Cavallaro, inaugurata il 14 novembre dello stesso anno;
- la "Congregazione dei padri dello studio", istituita nel 1712;
- l'"Accademia dei Dafnici", fondata nel 1778.

Nel 1834 l'accademia dei Zelanti si univa con la congregazione dei padri dello studio e nel 1934 avveniva un'ulteriore fusione con l'accademia dei Dafnici.
Il 18 agosto 1963 con decreto del Presidente della Repubblica n. 1261 si approvava il nuovo statuto in sostituzione di quello del 1934, approvato con R.D.

### Organizzazione
I soci sono distinti in tre classi: "scienze naturali", "scienze morali", "lettere e belle arti".
A seconda del tipo di associazione distinguono, inoltre:
- i "soci effettivi", in numero non superiore a ventiquattro;
- i "soci aggregati";
- i "soci d'onore";
- i "soci corrispondenti", da tutto il mondo.

A norma di statuto un terzo dei soci effettivi deve essere riservato ai più colti sacerdoti secolari della diocesi.
Da pochi anni,  solo una donna è socio effettivo.

### Pubblicazioni
L'accademia è attiva nella pubblicazione di opere di divulgazione scientifica e letteraria. Annualmente raccoglie grazie a fondi pubblici regionali le opere dei soci nella pubblicazione Memorie e Rendiconti, curandone la distribuzione in Italia, nelle maggiori biblioteche ed università.

### Sede sociale
L'Accademia ha sede legale in P.zza Duomo, 1 (Palazzo di Città).
La Biblioteca e Pinacoteca Zelantea si trovano in via Marchese di San Giuliano, 17 Acireale.